# Jack Lester
Jack William Lester (Sheffield, 8 ottobre 1975) è un allenatore di calcio ed ex calciatore inglese, di ruolo attaccante.

## Carriera

### Giocatore
Esordisce tra i professionisti all'età di 19 anni con il Grimsby Town, club in cui in precedenza aveva già giocato nelle giovanili, disputando 7 partite nella seconda divisione inglese; l'anno seguente gioca ulteriori 5 partite, mentre nella stagione 1996-1997, dopo un periodo da 11 presenze ed un gol in quarta divisione al Doncaster, diventa titolare e totalizza 5 reti in 22 presenze. Nella stagione 1997-1998, disputata in terza divisione e conclusa con la promozione in seguito alla vittoria dei play-off, totalizza invece 40 presenze e 4 reti; gioca poi per ulteriori 2 stagioni in seconda divisione con il Grimsby Town, durante le quali totalizza 59 presenze ed 8 reti.
Nella seconda parte della stagione 1999-2000 passa al Nottingham Forest, con cui gioca per 3 stagioni e mezza in seconda divisione (99 presenze e 21 reti totali in campionato); trascorre quindi una stagione e mezza nella medesima categoria allo Sheffield Utd per poi far ritorno al Forest, con cui gioca per ulteriori 2 stagioni e mezza (3 presenze ed una rete in seconda divisione, seguite da 2 stagioni consecutive da titolare in terza divisione). Nell'estate del 2007 si accasa al Chesterfield, club di quarta divisione: conclude la sua prima stagione in squadra con 23 reti in 39 partite di campionato, ed anche nelle 3 stagioni successive continua a segnare con grande regolarità (20, 11 e 17 reti rispettivamente nelle stagioni 2008-2009, 2009-2010 e 2010-2011), contribuendo peraltro alla vittoria del campionato 2010-2011. Rimane in squadra anche nella stagione 2011-2012 (21 presenze e 3 gol in Football League One, campionato chiuso con una retrocessione) e nella stagione 2012-2013 (34 presenze e 9 reti nel campionato di Football League Two). Nella stagione 2013-2014 gioca per alcuni mesi con i semiprofessionisti del Gateshead, club di National League, con cui totalizza 8 presenze e 2 reti per poi ritirarsi; parallelamente a questa attività allena anche la formazione Under-12 del Notts County.

### Allenatore
Dal 2014 al 2017 ha allenato la formazione Under-18 del Nottingham Forest, club di cui in seguito ha allenato anche la formazione Under-23. Dal 29 settembre 2017 al 22 aprile 2018 allena il Chesterfield, in Football League Two, evitando la retrocessione.

## Palmarès

### Giocatore

#### Competizioni nazionali
- Football League Trophy: 1

Grimsby Town: 1997-1998
- Campionato inglese di quarta divisione: 1

Chesterfield: 2010-2011

### Individuale
- Capocannoniere della Football League Two: 1

2008-2009 (20 reti, alla pari con Grant Holt)